# Johannes Jaanis
Johannes Jaanis (també escrit Johannes Janis) (15 de setembre de 1888, a la parròquia de Kalvi (ara a Viru-Nigula, comtat de Lääne-Viru), comtat de Wierland – 12 de febrer de 1959, en París, França) fou un polític estonià. Era un membre del II Riigikogu.